# Gloria Siebert
Gloria Siebert, z domu Kovarik, primo voto Uibel (ur. 13 stycznia 1964 w Ortrandzie) – wschodnioniemiecka lekkoatletka, która specjalizowała się w biegach płotkarskich. 
W 1988 podczas swojego jedynego występu w igrzyskach olimpijskich wywalczyła srebrny medal w biegu na 100 m przez płotki. Rok wcześniej – na tym samym dystansie – została wicemistrzynią świata. Srebrna medalistka mistrzostw Europy (1990) oraz halowego czempionatu Starego Kontynentu (1987). W 1991 zakończyła karierę sportową.

## Osiągnięcia
| Rok  | Impreza                     | Miejsce | Pozycja    | Konkurencja                | Wynik |
| ---- | --------------------------- | ------- | ---------- | -------------------------- | ----- |
| 1981 | Mistrzostwa Europy juniorów | Utrecht | 2. miejsce | bieg na 100 m przez płotki | 13,27 |
| 1987 | Halowe mistrzostwa Europy   | Liévin  | 2. miejsce | bieg na 60 m przez płotki  | 7,89  |
| 1987 | Mistrzostwa świata          | Rzym    | 2. miejsce | bieg na 100 m przez płotki | 12,44 |
| 1988 | Igrzyska olimpijskie        | Seul    | 2. miejsce | bieg na 100 m przez płotki | 12,61 |
| 1990 | Mistrzostwa Europy          | Split   | 2. miejsce | bieg na 100 m przez płotki | 12,91 |
| 1991 | Mistrzostwa świata          | Tokio   | eliminacje | bieg na 100 m przez płotki | 13,29 |

## Rekordy życiowe
| Konkurencja                          | Wynik | Data            | Miejsce      |
| ------------------------------------ | ----- | --------------- | ------------ |
| Bieg na 50 m przez płotki – hala     | 6,65  | 20 lutego 1988  | Berlin       |
| Bieg na 60 m przez płotki – hala     | 7,76  | 5 lutego 1988   | Sindelfingen |
| Bieg na 100 m przez płotki – stadion | 12,44 | 4 września 1987 | Rzym         |